# زين الدين ماشاش
زين الدين ماشاش (مواليد 5 يناير 1996) هو لاعب كرة قدم فرنسي محترف، يلعب كلاعب وسط في نادي ملبورن فيكتوري في الدوري الأسترالي لكرة القدم.

## المسيرة
انتقل زين الدين ماشاش أولاً إلى نادي كان ثم إلى نادي أولمبيك مارسيليا. في 2014، انضم زين الدين ماشاش إلى نادي تولوز. في 23 مايو 2015، خاض أول مباراة له في الدوري الفرنسي ضد نادي نيس. حل محل أليكساندر بيشيتش بعد 58 دقيقة. في 27 يوليو 2016، انضم إلى أولمبيك مارسيليا على سبيل الإعارة لموسم واحد مع خيار الشراء.
انضم زين الدين ماشاش إلى نادي كاربي من الدوري الإيطالي الدرجة الثانية على سبيل الإعارة من 21 يوليو 2018 حتى 30 يونيو 2019. في 23 يناير 2019، انضم إلى كروتوني على سبيل الإعارة حتى 30 يونيو 2019. في 2 سبتمبر 2019، انضم إلى كوسينزا كالشيو على سبيل الإعارة. في 2 يوليو 2022، وقع عقدًا لمدة عامين مع يونيكوس في اليونان. في أغسطس 2023، وقع عقدًا لمدة عام واحد مع نادي ملبورن فيكتوري في أستراليا.
في 21 أكتوبر 2023، زين الدين ماشاش أول مباراة له مع ملبورن فيكتوري، وسجل سبعة أهداف في 29 مباراة. مدد زين الدين ماشاش عقده مع ملبورن فيكتوري لموسمين آخرين.